# 26 juni
26 juni är den 177:e dagen på året i den gregorianska kalendern (178:e under skottår). Det återstår 188 dagar av året.

## Återkommande bemärkelsedagar

### Nationaldagar
- Madagaskars nationaldag (till minne av självständigheten från Frankrike denna dag 1960)

## Namnsdagar

### I den svenska almanackan
- Nuvarande – Rakel och Lea
- Föregående i bokstavsordning
  - Gunni – Namnet infördes 1986 på 24 mars. 1993 flyttades det till dagens datum, men utgick 2001.
  - Jeremias – Namnet infördes, till minne av profeten Jeremia i Gamla testamentet, på dagens datum under 1600-talet och fanns där fram till 1901, då det utgick.
  - Jim – Namnet infördes 1986 på 15 juni, flyttades 1993 till dagens datum och utgick 2001.
  - Johannes – Namnet fanns, till minne av Johannes en hovman hos den romerske kejsaren Konstantin den store, som tillsammans med sin bror Paulus led martyrdöden, på dagens datum fram till 1600-talet, då det utgick till förmån för Jeremias.
  - Lea – Namnet infördes på dagens datum 2001 och har funnits där sedan dess.
  - Paulus – Namnet fanns, till minne av Paulus en hovman hos den romerske kejsaren Konstantin den store, som tillsammans med sin bror Johannes led martyrdöden, på dagens datum fram till 1600-talet, då det utgick till förmån för Jeremias.
  - Rafael – Namnet infördes på dagens datum 1986, men flyttades 1993 till 24 mars, där det har funnits sedan dess.
  - Rakel – Namnet infördes på dagens datum 1901. 1993 flyttades det till 28 december, men återfördes 2001 till dagens datum och har funnits där sedan dess.
  - Ralf – Namnet infördes på dagens datum 1986, men flyttades 1993 till 27 mars, där det har funnits sedan dess.
- Föregående i kronologisk ordning
  - Till 1600-talet – Johannes och Paulus
  - 1600-talet–1900 – Jeremias
  - 1901–1985 – Rakel
  - 1986–1992 – Rakel, Rafael och Ralf
  - 1993–2000 – Gunni och Jim
  - Från 2001 – Rakel och Lea
- Källor
  - Brylla, Eva (red.): Namnlängdsboken, Norstedts ordbok, Stockholm, 2000. ISBN 91-7227-204-X
  - af Klintberg, Bengt: Namnen i almanackan, Norstedts ordbok, Stockholm, 2001. ISBN 91-7227-292-9

### Finlandssvenska almanackan
- Nuvarande från 2020[1] – Viveka, Jeremias
- I föregående revideringar[a][2]
  - 1929–1949 – Balder
  - 1950–2014 – Viveka
  - 2015–2019 – Jeremias, Viveka

## Händelser
- 684 – Sedan påvestolen har stått tom i ett år (sedan Leo II:s död den 28 juni året före) tillträder Benedictus II som påve. Han har egentligen blivit vald till ämbetet redan i juli 683 (några dagar efter Leo II:s död), men har fått vänta i ett helt år på den bysantinske kejsaren Konstantin IV:s bekräftelse. Enligt påvelängden i Liber Diurnus Romanorum Pontificum får Benedictus på grund av detta samtidigt en skrivelse från kejsaren, där denne antingen avskaffar kravet på kejserlig bekräftelse av påven helt och hållet, eller överlåter rättigheten att utfärda den på exarken i Ravenna. Benedictus avlider emellertid redan den 8 maj året därpå och efterträds då av Johannes V.
- 1409 – Under konciliet i Pisa, som har inletts den 25 mars för att försöka lösa den stora schismen inom den katolska kyrkan, blir Avignonpåven Benedictus XIII och Rompåven Gregorius XII avsatta och istället utses Pietro Filargi av Candia till påve med namnet Alexander V. Då konciliet inte är officiellt sanktionerat av den katolska kyrkan vägrar både Benedictus och Gregorius att acceptera sina avsättningar och det leder därmed istället till att schismen förvärras, då det för tillfället finns tre påvar. Alexander dör emellertid efter endast 10 månader och efterträds som Pisapåve av Johannes XXIII, som 1417 sammankallar ett nytt koncilium i Konstanz, där man slutligen lyckas lösa schismen, då Oddone Colonna väljs till påve med namnet Martin V. Både Alexander V och Johannes XXIII anses numera som motpåvar.
- 1794 – En fransk armé på 82 000 man, ledd av Jean-Baptiste Jourdan, besegrar en allierad tysk-nederländsk-brittisk här på 72 500 man under ledning av prinsarna Fredrik Josias av Sachsen-Coburg-Saalfeld och Vilhelm av Oranien i slaget vid Fleurus i nuvarande Belgien. Detta blir en avgörande seger för fransmännen under de franska revolutionskrigen, eftersom den leder till att Österrike förlorar sin del av Nederländerna och att den nederländska republiken upplöses, så att Frankrike istället kan grunda lydstaten Bataviska republiken där istället. Detta blir också första gången i världshistorien som flyg används i krig, då fransmännen använder en luftballong för spaning, för att skaffa sig bättre överblick över slagfältet.
- 1830 – Då den brittiske kungen Georg IV avlider utan arvingar efterträds han på den brittiska tronen av sin bror Vilhelm IV. Han får dock inte själv några egna arvingar och därför står hans brorsdotter Viktoria näst i tur i tronföljden. För att hennes mor Viktoria av Sachsen-Coburg-Saalfeld och dennas förtrogne sir John Conroy inte ska få för stor makt behöver den gamle Vilhelm leva tills Viktoria fyller 18 år, för att kunna överlämna tronen till henne som myndig. Trots att han mot slutet är svag och bräcklig överlever han hennes 18:e födelsedag med en knapp månad och Viktoria efterträder honom vid hans död 1837. Sedan Huset Hannover tillträdde den brittiska tronen med Georg I 1714 har landet varit i personalunion med Hannover, men eftersom de hannoverska tronföljdslagarna inte tillåter en kvinna att ärva tronen blir Vilhelm den siste kungen över båda länderna (i Hannover efterträds han av sin bror Ernst August I).
- 1904 – Den svenska fotbollsklubben Borås fotbollslag grundas, men byter 1906 namn till det nuvarande namnet IF Elfsborg. Sedan dröjer det dock 20 år (till 1926) innan laget debuterar i Allsvenskan. Även om laget har sin storhetstid under 1930- och 1940-talen har det vunnit SM-guld sex gånger, senaste gången 2012.
- 1912 – Den österrikiske kompositören och dirigenten Gustav Mahlers nionde symfoni har urpremiär i den österrikiska huvudstaden Wien, då den sätts upp av Wienerfilharmonikerna under Bruno Walters ledning. Detta blir Mahlers sista fullbordade symfoni (skriven 1908–1909), men han får själv aldrig höra den framföras, eftersom han har avlidit i maj året före. På grund av detta tolkar man länge slutet som Mahlers avsked till världen, men denna tolkning blir omöjlig, när man hittar hans utkast till en tionde symfoni.
- 1945 – Under en konferens i San Francisco i Kalifornien undertecknas en stadga om att grunda en ny organisation för att bevara världsfreden efter andra världskriget (som då är på väg att avslutas). Organisationen får namnet Förenta nationerna (förkortat FN; engelska: United Nations, förkortat UN) och tillkommer officiellt den 24 oktober samma år, när stadgan träder i kraft. Den undertecknas från början av 50 av de 51 ursprungliga medlemmarna i organisationen (Polen har ingen representant på plats den 26 juni, men undertecknar stadgan två månader senare). Med tiden växer organisationen till att omfatta de flesta av världens stater (2025 har den 193 medlemmar).
- 1948 – Två dagar efter att Sovjetunionen har inlett en blockad av Västberlin, för att försöka tvinga västmakterna att ge upp sina ockupationsområden i den tyska huvudstaden, landar det första västallierade flygplanet med förnödenheter i den blockerade staden (Sovjet tillåter nämligen flygplan att flyga till och från staden från de västra ockupationszonerna i tre flygkorridorer). Genom den ständiga flygtrafik som pågår under blockadens 10,5 månader (till 12 maj 1949) lyckas de västallierade försörja Västberlin och flygningarna går till historien som ”luftbron”. Under luftbron flyger de allierade flygarna totalt 55 miljoner kilometer och fraktar i snitt 7 128 ton mat, kläder och bränsle till Västberlin varje dag.
- 1959 – Svenske boxaren Ingemar Johansson blir världsmästare i tungviktsboxning genom att besegra amerikanen Floyd Patterson på teknisk knockout två minuter och tre sekunder in i tredje ronden vid en boxningsmatch på Yankee Stadium i New York (på grund av tidsskillnaden mellan USA och Sverige äger matchen rum tidigt på morgonen den 27 juni enligt svensk tid). Över tre miljoner svenskar lyssnar till Lars-Henrik Ottossons referat av matchen i radio via Radio Luxembourg eftersom Sveriges Radio av moraliska skäl inte vill sända en proffsboxningsmatch. Johansson, som går under smeknamnet ”Ingo”, blir Sveriges hittills (2025) ende världsmästare i tungviktsboxning.
- 1960
  - Två år efter att kolonin Franska Madagaskar har blivit en autonom republik inom det franska samväldet med namnet Malagassiska republiken utropas den som fullt suverän och självständig republik.[3] Den existerar till 1975, då den istället ersätts av Demokratiska republiken Madagaskar.
  - Kolonin Brittiska Somaliland blir självständig från Storbritannien under namnet Staten Somaliland.[4] Denna existerar dock endast i fem dagar, innan den 1 juli samma år går samman med Trustterritoriet Somaliland och bildar republiken Somalia.
- 1963 – Den amerikanske presidenten John F. Kennedy håller under ett besök i Västberlin ett berömt tal, där han bland annat fäller orden ”alla fria människor, var de än bor, är medborgare i Berlin, och därför, som en fri människa, är jag stolt över att uttala orden Ich bin ein Berliner” (”Jag är en berlinare”). Talet blir en milstolpe i Tysklands efterkrigshistoria, då Kennedy med det vill visa, att de allierade inte ämnar överge Västberlin, som är helt omgivet av östtyskt kommuniststyrt territorium. Enligt en vandringssägen ska de tyska orden vara grammatiskt felaktiga (på tyska heter det egentligen bara ”Ich bin Berliner” och att på engelskt vis använda den obestämda artikeln ”ein” i meningen skulle kunna leda till tolkningen, att presidenten egentligen syftade på bakverket Berliner). I detta sammanhang är meningen dock både grammatiskt och kontextuellt korrekt och eftersom Kennedy inte är berlinare i egentlig mening, utan endast uttrycker sin solidaritet med västberlinarna, måste meningen lyda precis som han uttalar den, för att vara korrekt.
- 1975 – Den indiske presidenten Fakhruddin Ali Ahmed inför, på premiärminister Indira Gandhis begäran, undantagstillstånd i Indien, vilket kommer att vara i 21 månader (till 21 mars 1977) och gör att Gandhi kan styra genom dekret och att allmänna val och medborgerliga rättigheter avskaffas under denna tid. Gandhi, som har varit Indiens premiärminister sedan 1966, inför undantagstillståndet efter att ha blivit dömd till avsättning, sedan hon har blivit anklagad för valfusk. Fyra dagar efter tillståndets avskaffande avgår hon (25 mars 1977) sedan hennes parti har förlorat det val som hålls alldeles före upphävandet. Hon återkommer dock som premiärminister tre år senare, efter att ha vunnit valet 1980.
- 1977 – Den amerikanske rockartisten Elvis Presley ger sin allra sista konsert i Indianapolis i Indiana. Den 17 augusti är det tänkt att den då 42-årige Presley ska inleda en ny turné, men dagen före avlider han av en överdos tabletter. Under åren sedan 1969 har han givit över 1 100 konserter, varav den i Indianapolis alltså blir den sista. Vid obduktionen står det klart, att Presleys kropp har brutits ner av flera års medicinmissbruk.
- 1987 – Förenta nationernas konvention mot tortyr trädde i kraft.
- 1995 – 15-åriga Sarah Balabagan från Filippinerna, som arbetar som hembiträde i Förenade arabemiraten, befinns skyldig för dråp på sin arbetsgivare den 19 juni året före och döms till sju års fängelse.[5] Hon ska också betala 150 000 emiratiska dirham i skadestånd till offrets anhöriga, men tilldöms samtidigt 100 000 dirham i skadestånd, då arbetsgivaren har försökt våldta henne. Den 6 september året därpå fastslår en annan domstol, att det inte finns några bevis för våldtäktsförsöket och hon döms därför till döden för mord. Hon blir emellertid av den emiratiske presidenten Zayed bin Sultan Al Nahyan benådad till ett års fängelse och spöstraff om 100 slag med käpp samt att betala skadestånd (vilket betalas av en filippinsk affärsman). Spöstraffet verkställs i början av 1996 och sedan hon har blivit frisläppt återvänder hon 1 augusti samma år, där hon mottas som hjältinna, sedan hennes fall har väckt internationell uppmärksamhet och riktat fokus mot situationen för hembiträden i länder runt Persiska viken.
- 1996 – Den irländska journalisten Veronica Guerin blir mördad, efter att ha mottagit flera mordhot, då hon under 1990-talet har skrivit om Irlands undre värld och drog- och vapenhandel. När mordet blir känt leder det till att protestmarscher genomförs över hela landet och regeringen beslutar med anledning av dessa, att irländska medborgare ska fråntas alla föremål, som kan ha koppling till brottslig verksamhet och att införa hårdare regler mot brottslighet.

## Födda
- 1681 – Hedvig Sofia, svensk prinsessa
- 1741 – John Langdon, amerikansk politiker, guvernör i New Hampshire 1785–1786, 1788–1789, 1805–1809 och 1810–1812 samt senator för samma delstat 1789–1801
- 1809 – Pétrus Borel, fransk författare
- 1824 – Lord Kelvin, brittisk matematiker, fysiker, ingenjör och uppfinnare, skapare av temperaturskalan kelvin
- 1841 – Paul Wallot, tysk arkitekt
- 1861 – Karl Herxheimer, tysk dermatolog
- 1864 – Victor Lagerström, svensk tecknare och målare, född i Västerås
- 1876 – Vincent Harris, brittisk arkitekt
- 1892
  - Pearl Buck, amerikansk författare, mottagare av Nobelpriset i litteratur 1938
  - Helmer Molander, svensk ombudsman och kommunistisk politiker
- 1894 – Jeanne Eagels, amerikansk skådespelare
- 1896 – Britta Stenström-Rogberg, svensk konstnär, född i Västerås
- 1898 – Willy Messerschmitt, tysk segelflygpionjär och flygplanskonstruktör
- 1904 – Peter Lorre, ungersk-amerikansk skådespelare
- 1908 – Salvador Allende, chilensk politiker, Chiles president 1970–1973
- 1911
  - Edward H. Levi, amerikansk akademiker och politiker, USA:s justitieminister 1975–1977
  - Babe Zaharias, amerikansk friidrottare och golfspelare
- 1915 – Walter Farley, amerikansk författare
- 1919 – Richard Neustadt, amerikansk historiker och statsvetare
- 1922 – Eleanor Parker, amerikansk skådespelare
- 1933
  - Claudio Abbado, italiensk dirigent
  - David Winnick, brittisk labourpolitiker, parlamentsledamot 1966–1970 och 1979–2017
- 1937
  - Robert C. Richardson, amerikansk fysiker, mottagare av Nobelpriset i fysik 1996
  - Hans Wahlgren, svensk skådespelare, textförfattare och sångare
- 1942 – Gilberto Gil, brasiliansk musiker, Brasiliens kulturminister 2003–2008
- 1943 – Georgie Fame, brittisk sångare, organist, pianist, låtskrivare och textförfattare
- 1956 – Chris Isaak, amerikansk rockmusiker, sångare, gitarrist och skådespelare
- 1957 – Patty Smyth, amerikansk musiker och kompositör
- 1958 – Christos Stylianides, cypriotisk politiker
- 1960 – Mark Durkan, brittisk politiker
- 1961 – Greg LeMond, amerikansk tävlingscyklist
- 1963
  - Alessandro Campagna, italiensk vattenpolospelare och -tränare
  - Michail Chodorkovskij, rysk affärsman
- 1964 – Tommi Mäkinen, finländsk rallyförare
- 1968
  - Guðni Jóhannesson, historiker, Islands president 2016-2024
  - Paolo Maldini, italiensk fotbollsspelare
- 1970
  - Paul Thomas Anderson, amerikansk regissör, manusförfattare och producent
  - Chris O´Donnell, amerikansk skådespelare och filmproducent.
- 1973 – Gretchen Wilson, amerikansk countryartist
- 1974
  - Derek Jeter, amerikansk basebollspelare
  - Dieter Kalt, österrikisk ishockeyspelare
- 1977 – Noriaki Kubo, japansk mangatecknare
- 1980 – Jason Schwartzman, amerikansk skådespelare, manusförfattare och musiker
- 1984
  - Cody McLeod, kanadensisk ishockeyspelare
  - Aubrey Plaza, amerikansk skådespelare
- 1986 – Rasmus Bengtsson, svensk fotbollsspelare
- 1987 – Luka Lončar, kroatisk vattenpolospelare
- 1990 – Melissa Seidemann, amerikansk vattenpolospelare
- 1992 – Jennette McCurdy, amerikansk skådespelare
- 1993 – Ariana Grande, amerikansk sångare, skådespelare och låtskrivare

## Avlidna
- 1541 – Francisco Pizarro, 63, spansk sjöfarare och conquistador
- 1690 – Knut Kurck, 67, svensk friherre, riksråd och landshövding i Värmlands län
- 1810 – Joseph-Michel Montgolfier, 69, fransk uppfinnare av den första varmluftsballongen
- 1827 – Samuel Crompton, 73, brittisk uppfinnare
- 1830 – Georg IV, 67, kung av Storbritannien
- 1836 – Claude Joseph Rouget de Lisle, 76, fransk författare och kompositör av bland annat Marseljäsen
- 1840 – William Smith, amerikansk demokratisk politiker och jurist, senator för South Carolina
- 1870
  - James Syme, 70, brittisk kirurg och medicinpionjär
  - Armand Barbès, 60, fransk politiker och revolutionär demokrat
- 1912 – Anthony Higgins, 71, amerikansk republikansk politiker och jurist, senator för Delaware
- 1929 – John Karlsson, 74, svensk politiker och borgmästare
- 1941 – Andrew Jackson Houston, 87, amerikansk politiker, senator för Texas
- 1942 – Gunnar Mascoll Silfverstolpe, 49, svensk poet, översättare, litteratur- och konstkritiker samt ledamot av Svenska Akademien
- 1943 – Karl Landsteiner, 75, österrikisk biolog, mottagare av Nobelpriset i fysiologi eller medicin 1930
- 1953 – Willis Smith, 65, amerikansk demokratisk politiker, senator för North Carolina
- 1967 – Françoise Dorléac, 25, fransk skådespelare
- 1973 – John Cranko, 45, sydafrikansk koreograf
- 1974 – Ernest Gruening, 87, amerikansk demokratisk politiker, guvernör i Alaskaterritoriet och senator för delstaten Alaska
- 1975 – Josemaría Escrivá, 73, spansk katolsk präst och helgon, grundare av den katolska organisationen Opus Dei
- 1977 – Gunnar Inghe, 67, svensk sexolog och professor i socialmedicin, en av grundarna av Riksförbundet för sexuell upplysning
- 1979 – Vernon Presley, 63, amerikansk statist och låtskrivare, far till Elvis Presley
- 1983 – Sture Fåglum, 40, svensk tävlingscyklist, bragdmedaljör
- 1988 – Hans Urs von Balthasar, 82, schweizisk jesuit och teolog
- 1991 – Öllegård Wellton, 59, svensk skådespelare
- 1996 – Veronica Guerin, 36, irländsk journalist
- 1997 – Israel Kamakawiwoʻole, 38, amerikansk sångare och gitarrspelare
- 1998 – John Zacharias, 80, svensk skådespelare, regissör och teaterchef
- 2000 – "Skandiamannen" Stig Engström, 66, Olof Palmes trolige mördare enligt chefsåklagare Krister Petersson
- 2003
  - Denis Thatcher, 88, brittisk affärsman, gift med politikern och premiärministern Margaret Thatcher
  - Strom Thurmond, 100, amerikansk politiker, guvernör i South Carolina och senator för samma delstat
  - Marc-Vivien Foé, 28, kamerunsk fotbollsspelare
- 2007
  - Liz Claiborne, 78, belgisk-amerikansk modeskapare och affärskvinna
  - Jupp Derwall, 80, tysk fotbollsspelare och -tränare, förbundskapten för Västtysklands herrfotbollslandslag
- 2010 – Algirdas Brazauskas, 77, litauisk politiker, president 1993–1998
- 2012
  - Nora Ephron, 71, amerikansk författare, journalist, regissör, manusförfattare och producent
  - Sverker Åström, 96, svensk diplomat
- 2013 – Anders Burman, 84, svensk barnskådespelare, skivproducent och trumslagare
- 2014 – Howard Baker, 88, amerikansk republikansk politiker, senator och Vita husets stabschef
- 2015 – Anette Norberg, 61, svensk skådespelare och teaterregissör
- 2022 – Frank Williams, 90, brittisk skådespelare